# 2016-os kuchingi műugró-Grand Prix-verseny
A Nemzetközi Úszószövetség (FINA) 2016-ban a 22. alkalommal rendezte meg október 21. és október 23. között a műugró-Grand Prix-versenysorozatot, melynek hatodik állomása az malajziai Kuching volt.

## Eredmények

### Éremtáblázat
| #        | nemzet      | arany | ezüst | bronz | összesen |
| 1        | Kína        | 7     | 4     | 1     | 12       |
| 2        | Malajzia    | 1     | 1     | 1     | 3        |
| 3        | Ausztrália  | 0     | 1     | 1     | 2        |
| 3        | USA         | 0     | 1     | 1     | 2        |
| 5        | Oroszország | 0     | 1     | 0     | 1        |
| 6        | Kanada      | 0     | 0     | 1     | 1        |
| összesen | összesen    | 8     | 8     | 5     | 21       |

### Éremszerzők
| versenyszám   | arany                                                       | ezüst                                   | bronz                            |
| férfiak       |                                                             |                                         |                                  |
| 3 m           | Hszie Sze-ji (Xie Siyi)                                     | Peng Csien-feng (Peng Jianfeng)         | Kevin Chávez                     |
| 3 m szinkron  | Hszie Sze-ji (Xie Siyi) / Huang Po-ven (Huang Bowen)        | Ooi Tze Liang / Chew Yiwei              | nem adták ki                     |
| 10 m          | Jang Hao (Yang Hao)                                         | Jang Csien (Yang Jian)                  | Jordan Windle                    |
| 10 m szinkron | Jang Hao (Yang Hao) / Hszü Cö-vej (Xu Zewei)                | Alekszandr Belevcev / Olekszandr Bondar | nem adták ki                     |
| nők           |                                                             |                                         |                                  |
| 3 m           | Ng Yan Yee                                                  | Vang Han (Wang Han)                     | Huang Hsziao-huj (Huang Xiaohui) |
| 3 m szinkron  | Hszü Cse-huan (Xu Zhihuan) / Vang Han (Wang Han)            | Jayah Mathews / Georgia Sheehan         | Caeli McKay / Mia Vallée         |
| 10 m          | Lien Csie (Lian Jie)                                        | Hszia Ping-csing (Xia Bingqing)         | Loh Zhiayi                       |
| 10 m szinkron | Hszia Ping-csing (Xia Bingqing) / Hszia Jü-csie (Xia Yujie) | Tarrin Gilliland / Delaney Schnell      | nem adták ki                     |

## A versenyen részt vevő nemzetek
A Grand Prix-n 8 nemzet 37 sportolója – 17 férfi és 20 nő – vett részt, az alábbi megbontásban:
| nemzet     | F | N | nemzet      | F | N |
| Ausztrália | 1 | 3 | Malajzia    | 4 | 4 |
| Hongkong   | 0 | 2 | Oroszország | 2 | 0 |
| Kanada     | 1 | 2 | Szingapúr   | 1 | 0 |
| Kína       | 6 | 6 | USA         | 2 | 3 |

F = férfi, N = nő

## Versenyszámok

### Férfiak

#### 3 méteres műugrás
| # | Ország     | Név                             | Selejtező | Selejtező | Középdöntő | Középdöntő | Középdöntő | Középdöntő | Döntő   | Döntő  |
| # | Ország     | Név                             | Selejtező | Selejtező | A          | A          | B          | B          | Döntő   | Döntő  |
| # | Ország     | Név                             | Rangsor   | Pontok    | Rangsor    | Pontok     | Rangsor    | Pontok     | Rangsor | Pontok |
| - | ---------- | ------------------------------- | --------- | --------- | ---------- | ---------- | ---------- | ---------- | ------- | ------ |
|   | Kína       | Hszie Sze-ji (Xie Siyi)         | 1         | 481,05    |            |            | 1          | 461,65     | 1       | 479,15 |
|   | Kína       | Peng Csien-feng (Peng Jianfeng) | 2         | 402,30    | 2          | 401,05     |            |            | 2       | 421,45 |
|   | Ausztrália | Kevin Chávez                    | 8         | 384,60    | 1          | 403,00     |            |            | 3       | 397,65 |
| 4 | Kanada     | Peter Mai                       | 5         | 390,65    |            |            | 2          | 392,45     | 4       | 388,55 |
| 5 | Malajzia   | Chew Yiwei                      | 4         | 397,40    | 3          | 372,65     |            |            | 5       | 371,60 |
| 6 | USA        | Jordan Windle                   | 7         | 385,25    |            |            | 3          | 351,35     | 6       | 357,70 |
|   |            |                                 |           |           |            |            |            |            |         |        |
| 7 | Malajzia   | Muhammad Syafiq Puteh           | 6         | 386,85    | 4          | 354,90     |            |            |         |        |
| 8 | Malajzia   | Ahmad Amsyar bin Azman          | 3         | 398,85    |            |            | 4          | 332,35     |         |        |
| 9 | Szingapúr  | Joshua Chong                    | 9         | 248,40    |            |            | 5          | 262,00     |         |        |

#### 3 méteres szinkronugrás
| # | Ország   | Név                                                  | Pontok |
| - | -------- | ---------------------------------------------------- | ------ |
|   | Kína     | Hszie Sze-ji (Xie Siyi) / Huang Po-ven (Huang Bowen) | 415,20 |
|   | Malajzia | Ooi Tze Liang / Chew Yiwei                           | 394,71 |

#### 10 méteres toronyugrás
| # | Ország | Név                    | Selejtező | Selejtező | Középdöntő | Középdöntő | Középdöntő | Középdöntő | Döntő   | Döntő  |
| # | Ország | Név                    | Selejtező | Selejtező | A          | A          | B          | B          | Döntő   | Döntő  |
| # | Ország | Név                    | Rangsor   | Pontok    | Rangsor    | Pontok     | Rangsor    | Pontok     | Rangsor | Pontok |
| - | ------ | ---------------------- | --------- | --------- | ---------- | ---------- | ---------- | ---------- | ------- | ------ |
|   | Kína   | Jang Hao (Yang Hao)    | 2         | 403,50    | 1          | 486,90     |            |            | 1       | 546,70 |
|   | Kína   | Jang Csien (Yang Jian) | 1         | 512,40    |            |            | 1          | 538,10     | 2       | 511,70 |
|   | USA    | Jordan Windle          | 4         | 305,70    | 2          | 346,00     |            |            | 3       | 353,05 |
| 4 | USA    | Benjamin Bramley       | 3         | 351,45    |            |            | 2          | 251,30     | 4       | 332,45 |

#### 10 méteres szinkronugrás
| # | Ország      | Név                                          | Pontok |
| - | ----------- | -------------------------------------------- | ------ |
|   | Kína        | Jang Hao (Yang Hao) / Hszü Cö-vej (Xu Zewei) | 426,54 |
|   | Oroszország | Alekszandr Belevcev / Olekszandr Bondar      | 381,18 |

### Nők

#### 3 méteres műugrás
| # | Ország     | Név                              | Selejtező | Selejtező | Középdöntő | Középdöntő | Középdöntő | Középdöntő | Döntő   | Döntő  |
| # | Ország     | Név                              | Selejtező | Selejtező | A          | A          | B          | B          | Döntő   | Döntő  |
| # | Ország     | Név                              | Rangsor   | Pontok    | Rangsor    | Pontok     | Rangsor    | Pontok     | Rangsor | Pontok |
| - | ---------- | -------------------------------- | --------- | --------- | ---------- | ---------- | ---------- | ---------- | ------- | ------ |
|   | Malajzia   | Ng Yan Yee                       | 1         | 338,25    | 1          | 288,60     |            |            | 1       | 338,25 |
|   | Kína       | Vang Han (Wang Han)              | 2         | 333,60    |            |            | 2          | 319,90     | 2       | 333,60 |
|   | Kína       | Huang Hsziao-huj (Huang Xiaohui) | 3         | 322,30    |            |            | 1          | 344,25     | 3       | 322,30 |
| 4 | Ausztrália | Georgia Sheehan                  | 4         | 286,70    | 2          | 288,15     |            |            | 4       | 286,70 |
| 5 | Kanada     | Mia Vallée                       | 5         | 256,20    |            |            | 3          | 288,75     | 5       | 256,20 |
| 6 | Kanada     | Caeli McKay                      | 6         | 243,10    | 3          | 249,65     |            |            | 6       | 243,10 |
|   |            |                                  |           |           |            |            |            |            |         |        |
| 7 | Ausztrália | Jayah Mathews                    | 9         | 211,40    |            |            | 4          | 279,50     |         |        |
| 8 | USA        | Maria Coburn                     | 7         | 252,10    |            |            | 5          | 275,60     |         |        |
| 9 | Malajzia   | Jasmine Lai Pui Yee              | 8         | 235,35    | 4          | 228,95     |            |            |         |        |

#### 3 méteres szinkronugrás
| # | Ország     | Név                                              | Pontok |
| - | ---------- | ------------------------------------------------ | ------ |
|   | Kína       | Hszü Cse-huan (Xu Zhihuan) / Vang Han (Wang Han) | 320,10 |
|   | Ausztrália | Jayah Mathews / Georgia Sheehan                  | 277,20 |
|   | Kanada     | Caeli McKay / Mia Vallée                         | 273,48 |
| 4 | Hongkong   | Ngai Ho Wing / Lee Chloe Kee Yi                  | 190,23 |

#### 10 méteres toronyugrás
| # | Ország     | Név                             | Selejtező | Selejtező | Középdöntő | Középdöntő | Középdöntő | Középdöntő | Döntő   | Döntő  |
| # | Ország     | Név                             | Selejtező | Selejtező | A          | A          | B          | B          | Döntő   | Döntő  |
| # | Ország     | Név                             | Rangsor   | Pontok    | Rangsor    | Pontok     | Rangsor    | Pontok     | Rangsor | Pontok |
| - | ---------- | ------------------------------- | --------- | --------- | ---------- | ---------- | ---------- | ---------- | ------- | ------ |
|   | Kína       | Lien Csie (Lian Jie)            | 2         | 310,70    | 1          | 280,00     |            |            | 1       | 302,65 |
|   | Kína       | Hszia Ping-csing (Xia Bingqing) | 1         | 312,20    |            |            | 1          | 291,00     | 2       | 298,25 |
|   | Malajzia   | Loh Zhiayi                      | 6         | 246,50    | 2          | 242,05     |            |            | 3       | 285,55 |
| 4 | Ausztrália | Taneka Kovchenko                | 3         | 276,80    |            |            | 2          | 257,60     | 4       | 267,60 |
| 5 | USA        | Delaney Schnell                 | 4         | 272,20    | 3          | 226,80     |            |            | 5       | 258,45 |
| 6 | USA        | Tarrin Gilliland                | 5         | 251,15    |            |            | 3          | 240,00     | 6       | 248,30 |
|   |            |                                 |           |           |            |            |            |            |         |        |
| 7 | Malajzia   | Kimberly Bong Qian Ping         | 7         | 210,20    |            |            | 4          | 216,20     |         |        |

#### 10 méteres szinkronugrás
| # | Ország | Név                                                         | Pontok |
| - | ------ | ----------------------------------------------------------- | ------ |
|   | Kína   | Hszia Ping-csing (Xia Bingqing) / Hszia Jü-csie (Xia Yujie) | 332,34 |
|   | USA    | Tarrin Gilliland / Delaney Schnell                          | 288,48 |